# Aruá
Aruá (nome científico: Pomacea canaliculata), também popularmente chamado ampulária, arauaná, aruá-do-banhado, aruá-do-brejo, caramujo-do-banhado, fuá ou uruá, é um molusco gastrópode aquático pertencente à família dos ampularídeos (Ampullariidae). É uma espécie de grandes caramujos com brânquias e opérculo. Esta espécie está na posição 74.ª na lista 100 das espécies exóticas invasoras mais daninhas do mundo. Também é classificada como a 40.ª pior espécie exótica na Europa e a pior espécie exótica de gastrópode na Europa.

## Etimologia
O nome vernáculo aruá é proveniente do termo tupi uruguá. Comparar com uruá, outra variante do nome em português.

## Características
A concha dos aruás é globular, com cores tipicamente variando numa mistura muito variável de marrom, preto e amarelo-acastanhado; há indivíduos de cor dourada e também albinos. O tamanho da concha é de até 150 milímetros (6 polegadas) de comprimento.

### Dieta
Esses moluscos são extremamente polífagos e alimentam-se de matéria vegetal (principalmente macrófaga, alimentando-se de plantas superiores flutuantes ou submersas), detrítica e matéria animal. A dieta pode mudar conforme a idade, com indivíduos jovens se alimentando principalmente de algas e detritos enquanto indivíduos mais velhos e maiores (15 milímetros (19⁄32 polegadas) e acima) posteriormente mudando para plantas maiores. Esta espécie afeta negativamente a agricultura de arroz e taro (Colocasia esculenta) em todo o mundo onde foi introduzida.

### Reprodução
Os aruás são animais polígamos que copulam com frequência de duas a três vezes por semana. A cópula é demorada e pode durar até 12 horas, sendo realizada debaixo da água. São postos de 12 a mil ovos, normalmente menos que 300, em massas alocadas em vegetações. Em climas temperados, a fêmea posta os ovos num período que se estende do início da primavera ao início do outono. Nas áreas tropicais por sua vez a reprodução é contínua. A duração desse período reprodutivo diminuí conforme a latitude para um mínimo de seis meses no limite sul da sua distribuição natural. As fêmeas adultas depositam seus ovos nas vegetações que emergentes durante a noite, mas também podem postar em rochas ou até mesmo barcos. Esses ovos levam cerca de duas semanas para eclodir e neste período perde suas cores brilhantes. A primeira evidência direta (de todos os animais), de que o inibidor de proteinase de ovos de aruá interage como inibidor de tripsina com a protease de predadores em potencial, foi relatada em 2010.

## Distribuição

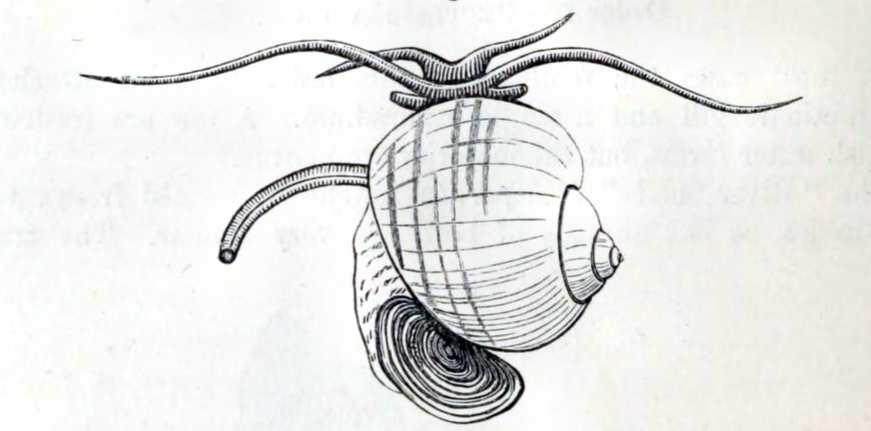
Desenho de um aruá

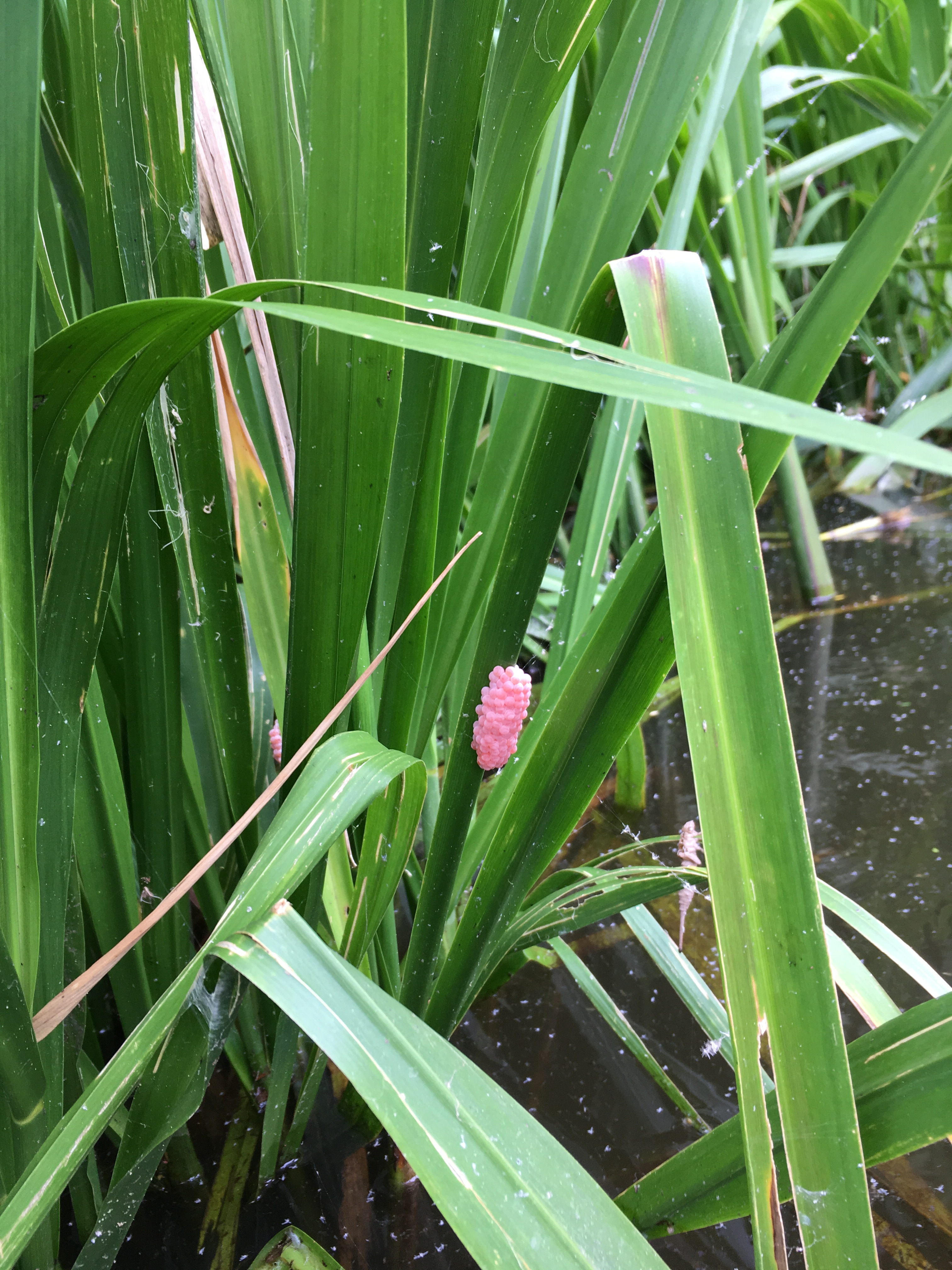
Ovos de aruá são geralmente postos em massa aderidos em vegetação emergida de água doce

A distribuição original da espécie é basicamente tropical e subtropical, incluindo países como Argentina, Bolívia, Paraguai, Uruguai e Brasil. O local mais ao sul em que a espécie foi encontrada é o reservatório Paso de las Piedras, ao sul da província de Buenos Aires, na Argentina.

### Espécie invasora
A espécie pode ser encontrada nos Estados Unidos, onde sua introdução provavelmente ocorreu a partir de aquários. A distribuição não-indígena inclui: lago Wawasee no condado de Kosciusko, Indiana; parque Langan e Three Mile Creek em Mobile, Alabama; uma lagoa na fronteira com o delta do rio Mobile-Tensaw no condado de Baldwin, Alabama; pequeno rio Wekiva em Orlando, Flórida; um lago perto de Jacksonville, Flórida; reservatório Miramar no Condado de São Diego, Califórnia; e uma lagoa perto de Iuma, Arizona. Populações estabelecidas existem na Califórnia e no Havaí.
É encontrada também na China desde 1981, com a cidade de Chonxã sendo considerada o ponto de distribuição. No Chile é encontrado desde 2009 com distribuição restrita. Além disso, pode ser também encontrado nas Filipinas, Japão, Coreia do Sul, Taiuã, Vietnã, Camboja, Laos, Papua Nova Guiné, partes da Indonésia e Malásia, Cingapura e Guame. O molusco foi introduzido no leste asiático em 1980, como uma iguaria e também como animal de aquário. Sua introdução pode ter iniciado em Taiwan, partindo então para o Japão, depois Tailândia e Filipinas. Dali, ou escaparam ou foram soltos, se multiplicando e tornando-se uma grande praga agrícola. Em 3 de Dezembro de 2020 o primeiro exemplar foi encontrado em continente africano, na Constituinte de Muea, no condado de Quiriniaga, no Quênia.

### Habitat
A espécie vive em águas frescas de lagos, rios, alagados e pântanos e tolera as mais variadas temperaturas. Em seus ambientes naturais, eles dependem das vegetações que emergem das águas para depositar seus ovos. Em locais onde é invasor, podem utilizar plantações de arroz e outras plantações para se reproduzir.

## Predadores
Na América do Sul, o aruá é predado pelo gavião-caramujeiro (Rostrhamus sociabilis). A formiga-de-fogo (Solenopsis geminata) tem sido observada predando ovos dessa espécie. Vale mencionar que os ovos do aruá contém substâncias tóxicas. Na Ásia, o caracol Quantula striata também pôde ser observado se alimentando de ovos do aruá.

## Parasitas
Em 2009, em locais de venda de alimentos da Cidade de Dali em Iunã, na China, observou-se que aproximadamente 1% desses moluscos que se encontravam a venda estavam infectados com Angiostrongylus cantonensis (nematoide causador de angiostrongilíase e meningite eosinofílica, doenças que no Brasil são associadas ao caramujo-gigante-africano).

## Controle
Extratos de ciclotídeos brutos de Oldenlandia affinis e Viola odorata mostraram atividade moluscícida comparável ao metaldeído moluscícida sintético. Como a submersão dos ovos em desenvolvimento abaixo da água reduz o sucesso da eclosão, a manipulação do nível da água em campos agrícolas e reservatórios represados pode fornecer ferramenta para controlar populações invasoras.

## Uso humano

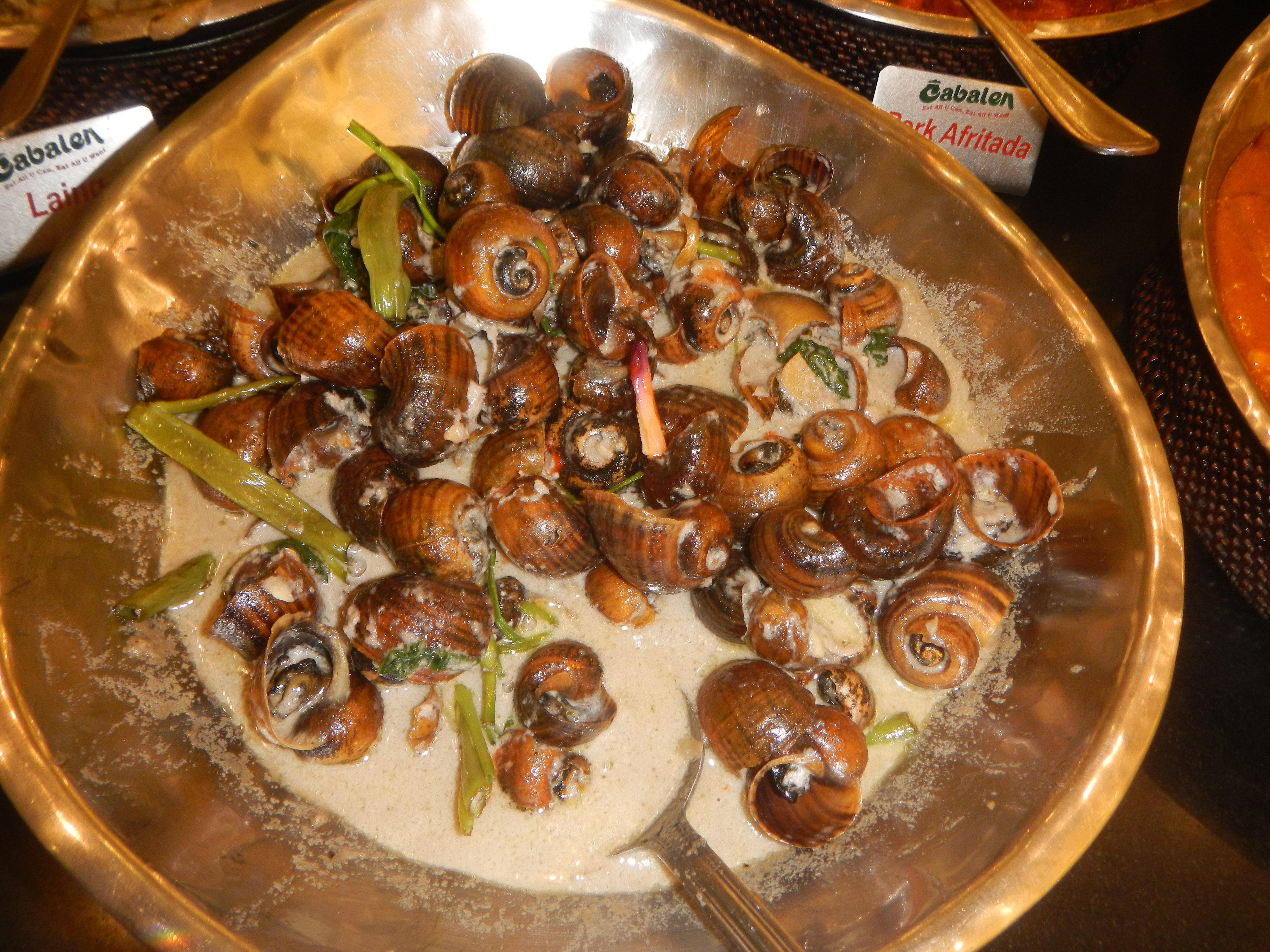
Ginataang kuhol filipino

Esta espécie é comestível. Constitui um dos três caracóis de água doce predominantes encontrados nos mercados chineses. Na China e no Sudeste Asiático, o consumo de caracóis crus ou mal cozidos é a principal via de infecção com Angiostrongylus cantonensis causando angiostrongilíase. Em Isan, na Tailândia, são coletados e consumidos. São colhidos à mão ou com uma rede de mão em canais, pântanos, lagoas e arrozais inundados durante a estação chuvosa. Durante a estação seca, quando ficam escondidos sob a lama seca, os coletores usam pá para raspar a lama para encontrá-los. Geralmente são coletados por mulheres e crianças. Após a coleta, são limpos e parbolizados. São então retirados de suas conchas, cortados e limpos em água salgada. Depois de enxaguar com água, eles são misturados com arroz torrado, pimenta malagueta seca, suco de limão e molho de peixe e depois comidos.
Pratos especiais usando aruá também são produzidos na China. Alguns restaurantes franceses estão tentando usá-la como alternativa ao escargô. Após a fervura, removem-se as tripas e ovos e lava-se apenas o corpo musculoso com vinagre, para eliminar o odor. Como resultado, pode ser usado como uma alternativa ao escargô.
Aruá deslocou algumas das espécies indígenas de ampularídeos no gênero Pila tradicionalmente consumidos no Sudeste Asiático (incluindo Tailândia e Filipinas), como P. ampullacea e P. pesmei, e o viviparídeo Cipangopaludina chinensis. Em alguns arrozais no Japão, aruá é usada para controlar ervas daninhas, permitindo que o caracol as coma. No entanto, este método corre o risco de os caracóis também comerem plantas de arroz jovens e se espalhem para campos próximos e cursos de água como praga invasiva. É uma parte do comércio de animais de estimação ornamentais para aquários de água doce.